# طواف تركيا الرئاسي 2021
طواف تركيا الرئاسي 2021 (بالتركية: 2021 Cumhurbaşkanlığı Türkiye Bisiklet Turu)‏ هو سباق دراجات هوائية، وهو الموسم رقم 56 من السباق، وأقيم خلال الفترة 11 أبريل 2021، وحتى 18 أبريل 2021، وهو أحد سباقات سلسلة سباقات الاتحاد الدولي للدراجات للمحترفين 2021، وقد شارك في السباق 171 متسابقاً ووصل إلى نهايته 139 متسابقاً.
فاز فيه بالمركز الأول خوسيه مانويل دياز، وبالمركز الثاني Jay Vine ‏، وبالمركز الثالث إدواردو سيبولفيدا، والفائز حسب ترتيب السرعة Ivar Slik ‏، والفائز في ترتيب النقاط جاسبر فيليبسين، والفائز حسب ترتيب التسلق Vitaliy Buts ‏.

## الفرق
| فرق عالمية (3)- Astana-Premier Tech - Deceuninck-Quick Step - Israel Start-Up Nation فرق برو (14)- Alpecin-Fenix - 2021 أندروني جوكاتولي-سيدرمك ‏ - 2021 بي آند بي هوتيلز ‏ - Bardiani CSF Faizanè - بنجوال دبليو بي 2021 ‏ - برجس بي إتش 2021 ‏ - كاجا رورال-سيغوروس 2021 ‏ - ديلكو 2021 ‏ - فريق إيولو كوميت لركوب الدراجات 2021 ‏ - أوسكالتيل أوسكادي 2021 ‏ - غازبروم روسفيلو 2021 ‏ - Rally Cycling - نوفو نورديسك 2021 ‏ - أونو اكس برو سايكلنج تيم 2021 ‏ فرق قارية (8)- Parkhotel Valkenburg CT ‏ - Sakarya BB Pro Team ‏ - فريق سبور توتو للدراجات 2021 ‏ - نيبو-بروفانس-بتس كونتي 2021 ‏ - سابورا 2021 ‏ - Wildlife Generation Pro Cycling ‏ - Sauerland NRW-SKS Germany ‏ - مينسك سي سي 2021 ‏ |  |
| |  |

## المراحل
| قائمة المراحل | قائمة المراحل | قائمة المراحل         | قائمة المراحل | قائمة المراحل | قائمة المراحل     | قائمة المراحل     |
| المرحلة       | التاريخ       | الدورة                |               | المسافة (كم)  | الفائز بالمرحلة   | القائد العام      |
| ------------- | ------------- | --------------------- | ------------- | ------------- | ----------------- | ----------------- |
| مرحلة 1       | 11 أبريل      | قونية – قونية         | مرحلة مستوية  | 72٫4          | Arvid de Kleijn ‏  | Arvid de Kleijn ‏  |
| مرحلة 2       | 12 أبريل      | قونية – قونية         | مرحلة مستوية  | 144٫9         | مارك كافنديش      | مارك كافنديش      |
| مرحلة 3       | 13 أبريل      | بيشهر – ألانيا        | مرحلة مستوية  | 212٫6         | مارك كافنديش      | مارك كافنديش      |
| مرحلة 4       | 14 أبريل      | ألانيا – كيمير        | مرحلة مستوية  | 184٫4         | مارك كافنديش      | مارك كافنديش      |
| مرحلة 5       | 15 أبريل      | كيمير – ناحية ألمالي  | مرحلة جبلية   | 160٫3         | خوسيه مانويل دياز | خوسيه مانويل دياز |
| مرحلة 6       | 16 أبريل      | فتحية – مرماريس       | مرحلة جبلية   | 129٫1         | جاسبر فيليبسين    | خوسيه مانويل دياز |
| مرحلة 7       | 17 أبريل      | مرماريس – Turgutreis ‏ | مرحلة جبلية   | 180           | جاسبر فيليبسين    | خوسيه مانويل دياز |
| مرحلة 8       | 18 أبريل      | بودروم – کوش‌ آداسی    | مرحلة جبلية   | 160٫3         | مارك كافنديش      | خوسيه مانويل دياز |

## النتيجة

### مرحلة 1
هي مرحلة مسطحة، أجريت في 11 أبريل 2021، وامتدّت لمسافة 72.4 كيلومتر فاز بالمرحلة Arvid de Kleijn ‏، ومتصدر الترتيب العام في نهاية المرحلة Arvid de Kleijn ‏، والمتصدر حسب ترتيب النقاط Arvid de Kleijn ‏، ومتصدر ترتيب التسلق Ivar Slik ‏، ومتصدر ترتيب السرعة شون دي بي، ومتصدر ترتيب الفرق ديلكو 2021 ‏.
| التصنيف العام         | التصنيف العام       | التصنيف العام   | التصنيف العام             | التصنيف العام     |
| العداء                | العداء              | البلد           | الفريق                    | الوقت             |
| --------------------- | ------------------- | --------------- | ------------------------- | ----------------- |
| 1                     | Arvid de Kleijn ‏    | هولندا          | Rally Cycling             | 1 س 35 دقيقة 28 ث |
| 2                     | كريستوفر هالفورسن   | النرويج         | Uno-X Pro Cycling Team    | + 4 ث             |
| 3                     | بيير باربييه (دراج) | فرنسا           | Delko                     | + 6 ث             |
| 4                     | شون دي بي           | بلجيكا          | Bingoal Pauwels Sauces WB | + 7 ث             |
| 5                     | Ivar Slik ‏          | هولندا          | À Bloc CT                 | + 8 ث             |
| 6                     | Vitaliy Buts ‏       | أوكرانيا        | Salcano Sakarya BB Team   | + 9 ث             |
| 7                     | مارك كافنديش        | المملكة المتحدة | دكونيك كويك ستب           | + 10 ث            |
| 8                     | جاسبر فيليبسين      | بلجيكا          | Alpecin-Fenix             | + 10 ث            |
| 9                     | أندريه جريبيل       | ألمانيا         | Israel Start-Up Nation    | + 10 ث            |
| 10                    | Giovanni Lonardi ‏   | إيطاليا         | Bardiani CSF Faizanè      | + 10 ث            |
| مصدر: ProCyclingStats |                     |                 |                           |                   |

### مرحلة 2
هي مرحلة مسطحة، أجريت في 12 أبريل 2021، وامتدّت لمسافة 144.9 كيلومتر فاز بالمرحلة مارك كافنديش، ومتصدر الترتيب العام في نهاية المرحلة مارك كافنديش، والمتصدر حسب ترتيب النقاط مارك كافنديش، ومتصدر ترتيب التسلق Vitaliy Buts ‏، ومتصدر ترتيب السرعة أرتيوم زاخاروف، ومتصدر ترتيب الفرق البيسين فينيكس 2021 ‏.
| التصنيف العام         | التصنيف العام       | التصنيف العام   | التصنيف العام             | التصنيف العام     |
| العداء                | العداء              | البلد           | الفريق                    | الوقت             |
| --------------------- | ------------------- | --------------- | ------------------------- | ----------------- |
| 1                     | مارك كافنديش        | المملكة المتحدة | دكونيك كويك ستب           | 4 س 52 دقيقة 54 ث |
| 2                     | Arvid de Kleijn ‏    | هولندا          | Rally Cycling             | + 0 ث             |
| 3                     | جاسبر فيليبسين      | بلجيكا          | Alpecin-Fenix             | + 4 ث             |
| 4                     | كريستوفر هالفورسن   | النرويج         | Uno-X Pro Cycling Team    | + 4 ث             |
| 5                     | أندريه جريبيل       | ألمانيا         | Israel Start-Up Nation    | + 6 ث             |
| 6                     | بيير باربييه (دراج) | فرنسا           | Delko                     | + 6 ث             |
| 7                     | أرتيوم زاخاروف      | كازاخستان       | Astana-Premier Tech       | + 7 ث             |
| 8                     | شون دي بي           | بلجيكا          | Bingoal Pauwels Sauces WB | + 7 ث             |
| 9                     | Ivar Slik ‏          | هولندا          | À Bloc CT                 | + 8 ث             |
| 10                    | Vitaliy Buts ‏       | أوكرانيا        | Salcano Sakarya BB Team   | + 8 ث             |
| مصدر: ProCyclingStats |                     |                 |                           |                   |

### مرحلة 3
هي مرحلة مسطحة، أجريت في 13 أبريل 2021، وامتدّت لمسافة 212.6 كيلومتر فاز بالمرحلة مارك كافنديش، ومتصدر الترتيب العام في نهاية المرحلة مارك كافنديش، والمتصدر حسب ترتيب النقاط مارك كافنديش، ومتصدر ترتيب التسلق Vitaliy Buts ‏، ومتصدر ترتيب السرعة أرتيوم زاخاروف، ومتصدر ترتيب الفرق بنجوال دبليو بي 2021 ‏.
| التصنيف العام         | التصنيف العام          | التصنيف العام   | التصنيف العام             | التصنيف العام      |
| العداء                | العداء                 | البلد           | الفريق                    | الوقت              |
| --------------------- | ---------------------- | --------------- | ------------------------- | ------------------ |
| 1                     | مارك كافنديش           | المملكة المتحدة | دكونيك كويك ستب           | 10 س 03 دقيقة 14 ث |
| 2                     | جاسبر فيليبسين         | بلجيكا          | Alpecin-Fenix             | + 8 ث              |
| 3                     | Arvid de Kleijn ‏       | هولندا          | Rally Cycling             | + 10 ث             |
| 4                     | كريستوفر هالفورسن      | النرويج         | Uno-X Pro Cycling Team    | + 14 ث             |
| 5                     | أندريه جريبيل          | ألمانيا         | Israel Start-Up Nation    | + 16 ث             |
| 6                     | Stanisław Aniołkowski ‏ | بولندا          | Bingoal Pauwels Sauces WB | + 16 ث             |
| 7                     | بيير باربييه (دراج)    | فرنسا           | Delko                     | + 16 ث             |
| 8                     | أرتيوم زاخاروف         | كازاخستان       | Astana-Premier Tech       | + 17 ث             |
| 9                     | جاريكويتز برافو        | إسبانيا         | Euskaltel-Euskadi         | + 17 ث             |
| 10                    | شون دي بي              | بلجيكا          | Bingoal Pauwels Sauces WB | + 17 ث             |
| مصدر: ProCyclingStats |                        |                 |                           |                    |

### مرحلة 4
هي مرحلة مسطحة، أجريت في 14 أبريل 2021، وامتدّت لمسافة 184.4 كيلومتر فاز بالمرحلة مارك كافنديش، ومتصدر الترتيب العام في نهاية المرحلة مارك كافنديش، والمتصدر حسب ترتيب النقاط مارك كافنديش، ومتصدر ترتيب التسلق Vitaliy Buts ‏، ومتصدر ترتيب السرعة Ivar Slik ‏، ومتصدر ترتيب الفرق 2021 À Bloc CT ‏.
| التصنيف العام         | التصنيف العام          | التصنيف العام   | التصنيف العام             | التصنيف العام      |
| العداء                | العداء                 | البلد           | الفريق                    | الوقت              |
| --------------------- | ---------------------- | --------------- | ------------------------- | ------------------ |
| 1                     | مارك كافنديش           | المملكة المتحدة | دكونيك كويك ستب           | 14 س 12 دقيقة 42 ث |
| 2                     | جاسبر فيليبسين         | بلجيكا          | Alpecin-Fenix             | + 12 ث             |
| 3                     | Arvid de Kleijn ‏       | هولندا          | Rally Cycling             | + 20 ث             |
| 4                     | Stanisław Aniołkowski ‏ | بولندا          | Bingoal Pauwels Sauces WB | + 22 ث             |
| 5                     | كريستوفر هالفورسن      | النرويج         | Uno-X Pro Cycling Team    | + 24 ث             |
| 6                     | بيير باربييه (دراج)    | فرنسا           | Delko                     | + 26 ث             |
| 7                     | أندريه جريبيل          | ألمانيا         | Israel Start-Up Nation    | + 26 ث             |
| 8                     | أرتيوم زاخاروف         | كازاخستان       | Astana-Premier Tech       | + 27 ث             |
| 9                     | جاريكويتز برافو        | إسبانيا         | Euskaltel-Euskadi         | + 27 ث             |
| 10                    | Nur Aiman Rosli ‏       | ماليزيا         | Team Sapura Cycling       | + 27 ث             |
| مصدر: ProCyclingStats |                        |                 |                           |                    |

### مرحلة 5
هي مرحلة جبلية، أجريت في 15 أبريل 2021، وامتدّت لمسافة 160.3 كيلومتر فاز بالمرحلة خوسيه مانويل دياز، ومتصدر الترتيب العام في نهاية المرحلة خوسيه مانويل دياز، والمتصدر حسب ترتيب النقاط مارك كافنديش، ومتصدر ترتيب التسلق Vitaliy Buts ‏، ومتصدر ترتيب السرعة Ivar Slik ‏، ومتصدر ترتيب الفرق ديلكو 2021 ‏.
| التصنيف العام         | التصنيف العام               | التصنيف العام | التصنيف العام           | التصنيف العام      |
| العداء                | العداء                      | البلد         | الفريق                  | الوقت              |
| --------------------- | --------------------------- | ------------- | ----------------------- | ------------------ |
| 1                     | خوسيه مانويل دياز           | إسبانيا       | Delko                   | 18 س 38 دقيقة 27 ث |
| 2                     | Jay Vine ‏                   | أستراليا      | Alpecin-Fenix           | + 4 ث              |
| 3                     | إدواردو سيبولفيدا           | الأرجنتين     | أندروني جوكاتولي-سيدرمك | + 6 ث              |
| 4                     | Jhojan García ‏              | كولومبيا      | Caja Rural-Seguros RGA  | + 25 ث             |
| 5                     | مرحاوي قدس                  | إريتريا       | Astana-Premier Tech     | + 28 ث             |
| 6                     | Anthon Charmig ‏             | الدنمارك      | Uno-X Pro Cycling Team  | + 30 ث             |
| 7                     | ديليو فرنانديز كروز         | إسبانيا       | Delko                   | + 33 ث             |
| 8                     | كوينتين باشر                | فرنسا         | B&B Hotels p/b KTM      | + 48 ث             |
| 9                     | Artem Nych ‏                 | روسيا         | Gazprom-RusVelo         | + 52 ث             |
| 10                    | Anders Halland Johannessen ‏ | النرويج       | Uno-X Pro Cycling Team  | + 55 ث             |
| مصدر: ProCyclingStats |                             |               |                         |                    |

### مرحلة 6
هي مرحلة جبلية، أجريت في 16 أبريل 2021، وامتدّت لمسافة 129.1 كيلومتر فاز بالمرحلة جاسبر فيليبسين، ومتصدر الترتيب العام في نهاية المرحلة خوسيه مانويل دياز، والمتصدر حسب ترتيب النقاط مارك كافنديش، ومتصدر ترتيب التسلق Vitaliy Buts ‏، ومتصدر ترتيب السرعة Ivar Slik ‏، ومتصدر ترتيب الفرق ديلكو 2021 ‏.
| التصنيف العام         | التصنيف العام               | التصنيف العام | التصنيف العام           | التصنيف العام      |
| العداء                | العداء                      | البلد         | الفريق                  | الوقت              |
| --------------------- | --------------------------- | ------------- | ----------------------- | ------------------ |
| 1                     | خوسيه مانويل دياز           | إسبانيا       | Delko                   | 21 س 34 دقيقة 17 ث |
| 2                     | Jay Vine ‏                   | أستراليا      | Alpecin-Fenix           | + 4 ث              |
| 3                     | إدواردو سيبولفيدا           | الأرجنتين     | أندروني جوكاتولي-سيدرمك | + 6 ث              |
| 4                     | Jhojan García ‏              | كولومبيا      | Caja Rural-Seguros RGA  | + 25 ث             |
| 5                     | مرحاوي قدس                  | إريتريا       | Astana-Premier Tech     | + 28 ث             |
| 6                     | Anthon Charmig ‏             | الدنمارك      | Uno-X Pro Cycling Team  | + 30 ث             |
| 7                     | ديليو فرنانديز كروز         | إسبانيا       | Delko                   | + 33 ث             |
| 8                     | كوينتين باشر                | فرنسا         | B&B Hotels p/b KTM      | + 48 ث             |
| 9                     | Artem Nych ‏                 | روسيا         | Gazprom-RusVelo         | + 52 ث             |
| 10                    | Anders Halland Johannessen ‏ | النرويج       | Uno-X Pro Cycling Team  | + 55 ث             |
| مصدر: ProCyclingStats |                             |               |                         |                    |

### مرحلة 7
هي مرحلة جبلية، أجريت في 17 أبريل 2021، وامتدّت لمسافة 180 كيلومتر فاز بالمرحلة جاسبر فيليبسين، ومتصدر الترتيب العام في نهاية المرحلة خوسيه مانويل دياز، والمتصدر حسب ترتيب النقاط جاسبر فيليبسين، ومتصدر ترتيب التسلق Vitaliy Buts ‏، ومتصدر ترتيب السرعة Ivar Slik ‏، ومتصدر ترتيب الفرق ديلكو 2021 ‏.
| التصنيف العام         | التصنيف العام               | التصنيف العام | التصنيف العام           | التصنيف العام      |
| العداء                | العداء                      | البلد         | الفريق                  | الوقت              |
| --------------------- | --------------------------- | ------------- | ----------------------- | ------------------ |
| 1                     | خوسيه مانويل دياز           | إسبانيا       | Delko                   | 25 س 55 دقيقة 02 ث |
| 2                     | Jay Vine ‏                   | أستراليا      | Alpecin-Fenix           | + 1 ث              |
| 3                     | إدواردو سيبولفيدا           | الأرجنتين     | أندروني جوكاتولي-سيدرمك | + 6 ث              |
| 4                     | Jhojan García ‏              | كولومبيا      | Caja Rural-Seguros RGA  | + 25 ث             |
| 5                     | مرحاوي قدس                  | إريتريا       | Astana-Premier Tech     | + 28 ث             |
| 6                     | Anthon Charmig ‏             | الدنمارك      | Uno-X Pro Cycling Team  | + 30 ث             |
| 7                     | ديليو فرنانديز كروز         | إسبانيا       | Delko                   | + 33 ث             |
| 8                     | Artem Nych ‏                 | روسيا         | Gazprom-RusVelo         | + 52 ث             |
| 9                     | Anders Halland Johannessen ‏ | النرويج       | Uno-X Pro Cycling Team  | + 55 ث             |
| 10                    | جاريكويتز برافو             | إسبانيا       | Euskaltel-Euskadi       | + 1 دقيقة 01 ث     |
| مصدر: ProCyclingStats |                             |               |                         |                    |

### مرحلة 8
هي مرحلة جبلية، أجريت في 18 أبريل 2021، وامتدّت لمسافة 160.3 كيلومتر فاز بالمرحلة مارك كافنديش، ومتصدر الترتيب العام في نهاية المرحلة خوسيه مانويل دياز.
| التصنيف العام         | التصنيف العام | التصنيف العام | التصنيف العام | التصنيف العام |
| العداء                | العداء        | البلد         | الفريق        | الوقت         |
| --------------------- | ------------- | ------------- | ------------- | ------------- |
| مصدر: ProCyclingStats |               |               |               |               |

## التصنيف العام النهائي
| التصنيف العام         | التصنيف العام               | التصنيف العام | التصنيف العام           | التصنيف العام      |
| العداء                | العداء                      | البلد         | الفريق                  | الوقت              |
| --------------------- | --------------------------- | ------------- | ----------------------- | ------------------ |
| 1                     | خوسيه مانويل دياز           | إسبانيا       | Delko                   | 29 س 19 دقيقة 40 ث |
| 2                     | Jay Vine ‏                   | أستراليا      | Alpecin-Fenix           | + 1 ث              |
| 3                     | إدواردو سيبولفيدا           | الأرجنتين     | أندروني جوكاتولي-سيدرمك | + 6 ث              |
| 4                     | Jhojan García ‏              | كولومبيا      | Caja Rural-Seguros RGA  | + 25 ث             |
| 5                     | مرحاوي قدس                  | إريتريا       | Astana-Premier Tech     | + 28 ث             |
| 6                     | Anthon Charmig ‏             | الدنمارك      | Uno-X Pro Cycling Team  | + 30 ث             |
| 7                     | ديليو فرنانديز كروز         | إسبانيا       | Delko                   | + 33 ث             |
| 8                     | Artem Nych ‏                 | روسيا         | Gazprom-RusVelo         | + 52 ث             |
| 9                     | Anders Halland Johannessen ‏ | النرويج       | Uno-X Pro Cycling Team  | + 55 ث             |
| 10                    | جاريكويتز برافو             | إسبانيا       | Euskaltel-Euskadi       | + 1 دقيقة 01 ث     |
| مصدر: ProCyclingStats |                             |               |                         |                    |

### تصنيف النقاط
| تصنيف النقاط          | تصنيف النقاط           | تصنيف النقاط    | تصنيف النقاط              | تصنيف النقاط |
| العداء                | العداء                 | البلد           | الفريق                    | النقاط       |
| --------------------- | ---------------------- | --------------- | ------------------------- | ------------ |
| 1                     | جاسبر فيليبسين         | بلجيكا          | Alpecin-Fenix             | 101 نقطة     |
| 2                     | مارك كافنديش           | المملكة المتحدة | دكونيك كويك ستب           | 97 نقطة      |
| 3                     | أندريه جريبيل          | ألمانيا         | Israel Start-Up Nation    | 74 نقطة      |
| 4                     | Stanisław Aniołkowski ‏ | بولندا          | Bingoal Pauwels Sauces WB | 69 نقطة      |
| 5                     | كريستوفر هالفورسن      | النرويج         | Uno-X Pro Cycling Team    | 59 نقطة      |
| 6                     | Giovanni Lonardi ‏      | إيطاليا         | Bardiani CSF Faizanè      | 51 نقطة      |
| 7                     | فينتشنزو ألبانيز       | إيطاليا         | Eolo-Kometa               | 29 نقطة      |
| 8                     | Manuel Peñalver ‏       | إسبانيا         | Burgos-BH                 | 27 نقطة      |
| 9                     | ديفيد غونزاليس         | إسبانيا         | Caja Rural-Seguros RGA    | 25 نقطة      |
| 10                    | Jay Vine ‏              | أستراليا        | Alpecin-Fenix             | 23 نقطة      |
| مصدر: ProCyclingStats |                        |                 |                           |              |

### تصنيف الجبال
| تصنيف الجبال          | تصنيف الجبال         | تصنيف الجبال | تصنيف الجبال            | تصنيف الجبال |
| العداء                | العداء               | البلد        | الفريق                  | النقاط       |
| --------------------- | -------------------- | ------------ | ----------------------- | ------------ |
| 1                     | Vitaliy Buts ‏        | أوكرانيا     | Salcano Sakarya BB Team | 25 نقطة      |
| 2                     | Danilo Celano ‏       | إيطاليا      | Team Sapura Cycling     | 22 نقطة      |
| 3                     | ميركو مايستري        | إيطاليا      | Bardiani CSF Faizanè    | 11 نقطة      |
| 4                     | Jay Vine ‏            | أستراليا     | Alpecin-Fenix           | 11 نقطة      |
| 5                     | خوسيه مانويل دياز    | إسبانيا      | Delko                   | 10 نقطة      |
| 6                     | Nicola Venchiarutti ‏ | إيطاليا      | أندروني جوكاتولي-سيدرمك | 8 نقطة       |
| 7                     | فرانسيسكو جافازي     | إيطاليا      | Eolo-Kometa             | 8 نقطة       |
| 8                     | Jhojan García ‏       | كولومبيا     | Caja Rural-Seguros RGA  | 7 نقطة       |
| 9                     | Alessandro Tonelli ‏  | إيطاليا      | Bardiani CSF Faizanè    | 7 نقطة       |
| 10                    | مرحاوي قدس           | إريتريا      | Astana-Premier Tech     | 6 نقطة       |
| مصدر: ProCyclingStats |                      |              |                         |              |

## تصنيف الفرق

### الفرق حسب الوقت
| تصنيف الفرق حسب الوقت | تصنيف الفرق حسب الوقت   | تصنيف الفرق حسب الوقت | تصنيف الفرق حسب الوقت |
| الفريق                | الفريق                  | البلد                 | الوقت                 |
| --------------------- | ----------------------- | --------------------- | --------------------- |
| 1                     | Delko                   | فرنسا                 | 88 س 01 دقيقة 14 ث    |
| 2                     | Astana-Premier Tech     | كازاخستان             | + 1 دقيقة 04 ث        |
| 3                     | Gazprom-RusVelo         | روسيا                 | + 3 دقيقة 57 ث        |
| 4                     | Euskaltel-Euskadi       | إسبانيا               | + 5 دقيقة 25 ث        |
| 5                     | Bardiani CSF Faizanè    | إيطاليا               | + 6 دقيقة 02 ث        |
| 6                     | Eolo-Kometa             | إيطاليا               | + 8 دقيقة 47 ث        |
| 7                     | Israel Start-Up Nation  | إسرائيل               | + 9 دقيقة 34 ث        |
| 8                     | Burgos-BH               | إسبانيا               | + 10 دقيقة 17 ث       |
| 9                     | Uno-X Pro Cycling Team  | النرويج               | + 11 دقيقة 20 ث       |
| 10                    | أندروني جوكاتولي-سيدرمك | إيطاليا               | + 11 دقيقة 51 ث       |
| مصدر: ProCyclingStats |                         |                       |                       |

## تصانيف فرعية

### تصنيف أفضل عداء
| تصنيف أفضل عداء       | تصنيف أفضل عداء      | تصنيف أفضل عداء | تصنيف أفضل عداء           | تصنيف أفضل عداء |
| العداء                | العداء               | البلد           | الفريق                    | النقاط          |
| --------------------- | -------------------- | --------------- | ------------------------- | --------------- |
| 1                     | Ivar Slik ‏           | هولندا          | À Bloc CT                 | 13 نقطة         |
| 2                     | شون دي بي            | بلجيكا          | Bingoal Pauwels Sauces WB | 10 نقطة         |
| 3                     | Julen Irizar ‏        | إسبانيا         | Euskaltel-Euskadi         | 5 نقطة          |
| 4                     | Nicola Venchiarutti ‏ | إيطاليا         | أندروني جوكاتولي-سيدرمك   | 5 نقطة          |
| 5                     | أرتيوم زاخاروف       | كازاخستان       | Astana-Premier Tech       | 5 نقطة          |
| 6                     | Nils Sinschek ‏       | هولندا          | À Bloc CT                 | 5 نقطة          |
| 7                     | ديليو فرنانديز كروز  | إسبانيا         | Delko                     | 3 نقطة          |
| 8                     | جويل سوتير           | سويسرا          | Bingoal Pauwels Sauces WB | 3 نقطة          |
| 9                     | Samuele Zoccarato ‏   | إيطاليا         | Bardiani CSF Faizanè      | 3 نقطة          |
| 10                    | فرانسيسكو جافازي     | إيطاليا         | Eolo-Kometa               | 3 نقطة          |
| مصدر: ProCyclingStats |                      |                 |                           |                 |

## وصلات خارجية
- الموقع الرسمي
- لمحة عن سباق طواف تركيا الرئاسي 2021 على موقع  ProCyclingStats   (برو  سايكلنج  ستاتس) - إحصاءات  محترفي  الدراجات.
- طواف تركيا الرئاسي 2021 على موقع إحصائيات الدراجات الإحترافية (الإنجليزية)